# 미얀마 내전 (2021년~현재)
미얀마 내전(영어: Myanmar Civil War)은 1948년부터 발생한 미얀마 분쟁의 일환이자, 2021년 미얀마 쿠데타와 그 여파로 발생한 미얀마 시위를 군부가 강경하게 진압하면서 발생한 내전이다.
2021년 쿠데타가 발생한 이후 몇 달 동안, 미얀마 내 야당은 군사 정권인 국가통치평의회(SAC)에 대한 공격을 시작한 국민통합정부를 중심으로 연합하기 시작했다. 2022년까지, 야당은 인구는 적지만 크기는 상당한 영토를 통제했다. 많은 미얀마의 마을들에서 군사정권의 공격으로 수만 명의 사람들이 쫓겨났다. 쿠데타 2주년인 2023년 2월, 국가통치평의회의 민 아웅 흘라잉 의장은 "3분의 1 이상"의 마을들에 대한 안정적인 통제력을 잃었음을 인정했다. 미얀마 외부의 관찰자들은 330개 마을들 중 72개 마을만이 군사정권과 동맹을 맺은 미얀마 육군의 통제 하에 남아있어 실제 숫자는 훨씬 더 많을 가능성이 높다고 주목한다. 그러나 군사정권의 통제 하에 있는 마을들은 여전히 모든 주요 인구 중심지들을 포함하고 있다.
2022년 9월 기준으로 130만 명의 사람들이 국내실향민이 되었고, 13,000명이 넘는 아이들이 사망했다. 유엔은 쿠데타 이후 2023년 3월까지 미얀마에서 1,760만 명의 사람들이 인도적 지원을 필요로 했고, 160만 명의 사람들이 내부적으로 실향민이 되었고, 55,000개의 민간 건물이 파괴되었다고 추정했다. UNOCHA는 4만 명 이상의 사람들이 이웃 국가로 도망쳤다고 말했다.
2023년에는 따머도가 확실하게 지배하고 있는 지역이 미얀마 전 국토 중 40% 이하로 떨어진 것으로 알려졌다. 2023년 10월, 따머도는 인력 문제에 직면하기 시작했고, 미얀마 육군에서 탈영과 사기 저하가 매우 일반적으로 발생했다. 또한 2023년 10월에는 인민방위군과 삼형제 동맹의 주요 반군 공세인 1027 작전이 있었는데, 이 작전은 11월 28일까지 80개 기지, 220개 군사 기지 및 여러 마을을 점령하는데 성공했다. 2023년 11월에는 1111 작전에서 라카인주 북부와 친주의 저항세력이 분쟁을 재개하기 위해 주도인 롸잉꼬를 포위한 것부터 시작해 다양한 반격작전이 있었다. 미얀마 반군은 1027년 작전으로 2023년 11월 초에는 사가잉 지방의 카울린을 탈환했고, 2024년 1월 초에는 코캉 자치구의 수도인 라우카이를 점령했다.

## 배경

### 미얀마 내전
1948년부터 미얀마에서는 각 소수민족의 분란전이 진행되었다. 대표적인 주요 반란 세력은 버마 공산당과 카렌족이다. 20세기 들어 여러 여러 민족 단위 무장단체(EAO)의 영향력과 통제력이 늘어났다 줄어들었다를 반복했다. 이 중 가장 큰 민족반군 세력은 1962년 네 윈의 쿠데타 이후 군부에 대응하여 형성된 카친 독립군(KIA)이다. 이후 네 윈의 일당제 통치에 반대한 1988년 8888 항쟁으로 소수민족 통제 지역으로 향하는 시위대로부터 최초의 현대적 버마족 민병대가 수립되었다.
8888 항쟁의 여파로 미얀마군인 따머도 중심의 의회인 국법질서복권의회(SLORC), 나중에 국가평화발전평의회(SPDC)로 이름이 바뀌었다. 미얀마군은 1990년대 대부분의 소수민족 반군 기지와 거점을 파괴하면서 반군을 심각하게 약화시켰다. 2011년~2015년 미얀마 정치 개혁 당시 따머도는 코캉와 가인주를 포함한 오랜 반군 거점 장악 지역을 점령했다.
2008년 미얀마 헌법에서는 체제개혁의 일환으로 자치성이 강화된 자치구가 설립되었다. 2015년에는 8개 EAO와 중앙정부 간에 전국정전협정(NCA)이 체결되었다. 하지만 2018년 들어서 도로 건설을 위해 EAO 영토에 진입한 따머도 군인의 정전 협정 위반 혐의로 정전협정이 붕괴되기 시작했다. 이 외에 서명하지 않은 단체에서 분쟁이 계속되었다. 2016년에는 전국정전협정에 서명하지 않은 KIA랑 아라칸군 4개 단체가 북부동맹을 결성하여 중앙정부와 기타 EAO 간 분쟁이 시작되었다.

### 2021년 미얀마 쿠데타와 시위
2021년 2월 1일 오전, 따머도가 미얀마 정부에 쿠데타를 일으켜 정부를 퇴진시키고 국가통치평의회를 구성했다. 2월 1일 새벽 윈 민 전 대통령과 아웅산 수 찌 국가고문, 민족민주연맹의 여러 당원이 구금되었고 민 아웅 흘라잉이 국방총사령관 겸 사실상의 미얀마 국가 통치자로 임명되었다.
쿠데타가 일어난 원인은 불분명하다. 쿠데타를 앞두고 따머도는 2020년 미얀마 총선에서 860만명의 유권자 부정이 있다고 주장했지만 그 근거는 제시하지 않았다. 쿠데타는 10년 전에 끝났던 군부의 장기집권을 다시 확립하기 위한 수단으로 추정된다.
반쿠데타 시위대를 군부가 유혈진압하면서 국가통치평의회(SAC)에 반대하는 무장 단체가 수립되기 시작했다. 쿠데타 이전에 재임중이었던 국회의원이 결성한 인민방위군(PDF)과 미얀마 국민통합정부(NUG)의 명령에 따라 모인 준군사는 2021년 9월 공식적으로 국가통치평의회에 맞선 '방어전'을 공식 선언했다. ACLED는 2022년 7월 29일 기준으로 2021년 쿠데타 이후 폭력 사태로 총 23,521명이 사망했다고 추산했다.
쿠데타 이후 몇 달 간 야권은 국가통치평의회에 반대하는 공세를 시작하며 국민통합정부로 모이기 시작했다. 2022년까지 야권은 인구는 적으나 넓은 영토를 장악했다. 많은 마을과 촌락에서 국가통치평의회 측의 공세로 수만 명의 주민들이 쫓겨났다. 쿠데타 2주년이 되는 2023년 2월, 민 아웅 훌라잉 SAC 의장은 "미얀마 전체 마을의 1/3 이상" 영토에 대한 안정적인 통제권을 잃었다고 인정했다. 독립적인 관측통에서는 군부와 연계된 따머도측이 통제하는 마을은 330곳 중 72곳에 불과하며 실제 반군 통치 영역은 더 많을 것이라고 지적한다. 하지만 SAC 측은 모든 주요 인구 중심지를 장악하고 있다.

## 전조

### 무장 시위대
2021년 3월 말까지 수십 명의 시위대가 미얀마 내 많은 반군 단체 중 하나에 합류하여 훈련을 받기 위해 미얀마 국경 지역으로 이동했다는 소식이 전해지면서 전국적인 내전의 위험성이 높아졌다. 연방의회 대표위원회(CRPH)는 군부에 맞서기 위해 "연방군"의 구성을 제안했고 3월 말 아라칸군(AA)은 군부가 계속 "민간인 학살"을 계속할 경우 휴전 협정을 파기하겠다고 말했다.
3월 말 들어서는 시위대가 군부의 공격을 막기 위해 수제 무기로 무장하는 비율이 늘어나기 시작했다. 군인과의 충돌과 행정청, 경찰서 건물을 향한 급조폭발물 공격이 늘어났고 시위대는 서서히 무장 저항군으로 바뀌어갔다.
약 30년간 휴전 상태였던 버마 공산당(CPB)의 무장부대인 인민해방군(PLA)은 2021년 3월 15일 중국에서 가친주로 넘어온 카친 독립군에 무기를 제공하면서 재활동을 선언했다. 또한 2021년 8월 말 버마 공산당은 군부에 맞서기 위한 새로운 무장 부대를 수립했다. 이후 2년간 인민해방군은 떠닝따이도에 병력을 증강해 2023년 12월에는 약 1천명의 병력을 보유하고 있다고 주장하며 PDF와 함께 군부에 대항해 교전했다.

## 같이 보기
- 2021년 미얀마 쿠데타
- 미얀마 내전
- 미얀마 시위 (2021년~현재)